# Clavellistes lampri
Clavellistes lampri är en kräftdjursart som först beskrevs av Scott 1913.  Clavellistes lampri ingår i släktet Clavellistes, och familjen Lernaeopodidae. Arten har ej påträffats i Sverige.